# Златибор

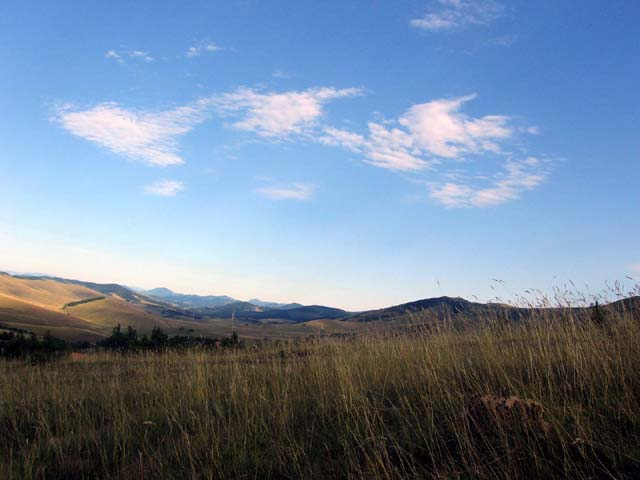
Златибор влітку

43°38′54″ пн. ш. 19°40′45″ сх. д. / 43.64833° пн. ш. 19.67917° сх. д.
Златибо́р — знаменита туристична гірська область на південному заході Сербії.
Центр Златибору — містечко Кралєва Вода (серб. Краљева Вода). Недалеко від Кралевої Води розташоване містечко Чаєтина (серб. Чајетина), адміністративний центр Златибору.
Понад мільйон туристів на рік приїжджають до Кралевої Води та в інші села Златибору. У Златиборі є спортивні майданчики, пам'ятники, церкви та Інститут лікування щитоподібної залози та реабілітації. Неподалік розташована печера Стопича.
Златибор отримав свою назву від виду сосен, який росте тільки там. Голки цієї сосни жовті як золото.